# Municipi de Norddjurs
El municipi de Norddjurs és un municipi danès que va ser creat l'1 de gener del 2007 com a part de la Reforma Municipal Danesa, integrant els antics municipis de Grenå, Nørre Djurs i Rougsø amb la part est de l'antic municipi de Sønderhald. El municipi és situat a l'est de la península de Jutlàndia, a la Regió de Midtjylland, abasta una superfície de 721 km² ocupant la part nord de la península de Djursland. Forma part de la Regió metropolitana de l'est de Jutlàndia. La petita illa d'Anholt, situada a l'estret de Kattegat, a mig camí de les costes de Suècia també forma part del municipi.
La capital del municipi és Grenaa (14.386 habitants el 2009). Altres poblacions del municipi:
- Allingåbro
- Ålsrode
- Auning
- Anholt
- Bønnerup Strand
- Fjellerup
- Gjerrild
- Gjesing
- Glesborg
- Holbæk
- Lyngby
- Nørager
- Ørsted
- Ørum
- Øster Alling
- Ramten
- Stenvad
- Trustrup
- Vivild
- Voldby

## Consell municipal
Resultats de les eleccions del 18 de novembre del 2009:
| Partit                       | vots | % vots |
| ---------------------------- | ---- | ------ |
| Socialdemokratiet            | 7539 | 38,4   |
| Det Radikale Venstre         | 245  | 1,2    |
| Det Konservative Folkeparti  | 935  | 4,8    |
| Socialistisk Folkeparti      | 2078 | 10,6   |
| Borgerlisten Norddjurs       | 2887 | 14,7   |
| Dansk Folkeparti             | 1413 | 7,2    |
| Venstre                      | 4400 | 22,4   |
| Enhedslisten - De Rød-Grønne | 155  | 0,8    |

### Alcaldes
| Alcalde       | Període               | Partit                 |
| ------------- | --------------------- | ---------------------- |
| Torben Jensen | 1-1-2007 a 31-12-2009 | Borgerlisten Norddjurs |
| Jan Petersen  | 1-1-2010 a ----       | Socialdemokratiet      |